# Biosteres vitalcensis
Biosteres vitalcensis är en stekelart som beskrevs av Fischer 1983. Biosteres vitalcensis ingår i släktet Biosteres och familjen bracksteklar. Inga underarter finns listade.